# عبد الواحد بن عبد الله النصري
عبد الواحد بن عبد الله بن كعب بن عُمير الّنصري (أبو بشر الشامي) عرف أبوه (بابن بُسر). راوي حديث، كان أميراً على حمص. ولي المدينة سنة 104 هـ في خلافة يزيد بن عبد الملك واستمر في ولايته لمدة سنة وثمانية أشهر آخرها في شهر جمادى الآخرةِ سنة 106 هـ في خلافة هشام بن عبد الملك.

## رسالة يزيد بن عبد الملك
سلام عليك أما بعد فإني قد وليتك المدينة فإذا جاءك كتابي هذا فاهبط واعزل عنها ابن الضحاك وأغرمه أربعين ألف دينار وعذبه حتى أسمع صوته وأنا على فراشي.

## أحاديثه
قال عنه الحاكم النيسابوري: إنه من الثقات، وقال البرقاني: سمعت الدارقطني يقول عبد الواحد بن عبد الله النصري، ثقة، من أهل حمص ولي إمارة المدينة، محمود الإمارة. ومن أحاديثه:
عن عبد الواحد بن عبد الله النصري، عن واثلة بن الأسقع، قال: سمعت رسول الله صلى الله عليه وسلم يقول: «المسلم على المسلم حرام، دمه وعرضه وماله، المسلم أخو المسلم، لا يظلمه، ولا يخذله، والتقوى ها هنا، وأومأ بيده إلى القلب، قال: وحسب امرئ من الشر أن يحقر أخاه المسلم». أخرجه أحمد، قال: حدثنا الحكم بن نافع، قال: حدثنا إسماعيل بن عياش، عن أبي شيبة، يحيى بن يزيد، عن عبد الوهاب المكي، عن عبد الواحد بن عبد الله النصري، فذكره.